# Tegenaria henroti
Tegenaria henroti är en spindelart som beskrevs av Dresco 1956. Tegenaria henroti ingår i släktet husspindlar, och familjen trattspindlar. Inga underarter finns listade i Catalogue of Life.